# بيل ماكفيرسون
بيل ماكفيرسون (بالإنجليزية: Bill McPherson)‏ (22 سبتمبر 1897 بغرينوك في المملكة المتحدة - 1976) هو لاعب كرة قدم أمريكي في مركز نصف الجناح. لعب مع فول ريفر ماركسمين ونيو بيدفورد ويلرز وNew York Yankees (soccer) ‏ وBeith F.C. ‏ وStix, Baer and Fuller F.C. ‏ ونادي غرينوك مورتون وPawtucket Rangers ‏.